# Критична точка конфлікту
Крит́ична тóчка конфлíкту — у соціології, зокрема конфліктології, розглядається як певний момент (етап) у розвиткові конфлікту, який характеризується щонайвищою інтенсивністю конфліктних взаємодій, досягаючи своєї максимальної гостроти і сили (апогею).
На цьому етапі конфлікт розвивається в негативному, деструктивному напрямі, а також характеризується високим рівнем агресивності.
Після проходження критичної точки інтенсивність конфліктних взаємодій зазвичай різко знижується, а сам конфлікт згасає повністю (рідше — формується нова ескалація).